# Gheorghe Berceanu
Gheorghe Berceanu (n. 28 decembrie 1949, Cârna, România – d. 30 august 2022, Slatina, Olt, România) a fost un luptător român, laureat cu aur la München 1972 și cu argint la Montreal 1976.

## Carieră
Olteanul a obținut și medalia de aur la Campionatele Mondiale din 1969 și 1970, la Campionatele Europene din 1970, 1972 și 1973 și la Universiada din 1975. La Campionatul Mondial din 1975 a ocupat locul doi.
După retragerea sa din activitate a fost antrenor. În anul 2000 a primit ordinul național „Pentru Merit” în grad de Comandor și în 2020 ordinul național „Pentru Merit” în grad de Ofițer. Tot în 2020 Federația Internațională de Lupte l-a inclus în Hall of Fame.

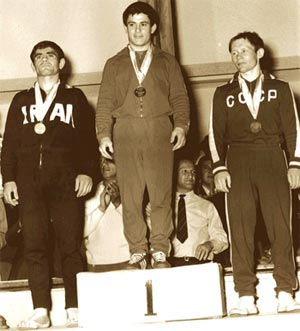
Gheorghe Berceanu (centru)
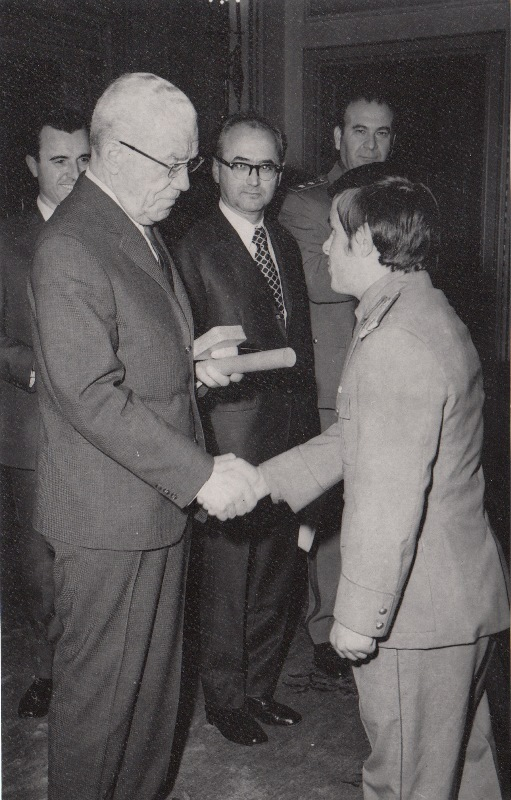
Decorarea lui Gheorghe Berceanu de către Emil Bodnăraș (19 oct. 1973)

## Distincții
- Ordinul „Meritul Sportiv” clasa a II-a (18 august 1976) „pentru rezultatele deosebite obținute la Jocurile olimpice de vară de la Montreal – 1976, precum și pentru contribuția adusă la dezvoltarea activității sportive și la creșterea prestigiului sportului românesc pe plan internațional”[6]